# Кейко Мацуи
Кейко Мацуи (на японски: 松居慶子), родена под името Кейко Дой, е японска клавирна майсторка и композиторка, съсредоточена в областите на смуут джаза, джаз фюжъна и ню ейдж музиката.
Кариерата ѝ протича в продължение на 4 десетилетия, из които тя прави 20 пълни самостоятелни записа.

## Биография
Родена е в Токио, Япония, но пребивава в Лос Анджелис, САЩ. Нарича класическата музика непроменливо вдъхновение в звученето си.
Когато навършва 5 години, майка ѝ я завежда на уроци по пиано. Тези занимания, макар отначало посветени на класическото пиано, продължават и през ученическите години на Кейко. В края на гимназиалното си обучение у нея се заражда интерес към джаза, и тя започва да пише своя собствена музика в този период. Образци за нея са творци от ранга на Стиви Уондър, Сергей Рахманинов, Морис Жар, и Чък Кърия.
Записва детска култура в Японския университет за жени, но продължава с изучаването на музиката в музикалната фондация Ямаха. Дой е ученик за пример в Музикалната образователна система Ямаха и на 17 години подписва договор за музикални записи с нея. Включва се в японската джаз фюжън група „Космос“, издала 7 албума.
В края на юношеството Дой отива в Америка, за да запише свой албум, и там се среща с Казу Мацуи, който е продуцент на проекта. През 1987 г. Мацуи записва първия си пълен самостоятелен запис, наречен A Drop of Water ('Капка вода'). Заглавието на албума идва от песен на Карл Андерсън, с която се почитат загиналите от инцидента на космическата совалка „Чалънджър“ през предишната година. Успехът на Мацуи води до звукозаписна сделка с „ЕмСиЕй Рекърдс“.